# دي جيه آي
دي جيه آي (بالإنجليزية: DJI)‏ هي شركة تكنولوجية صينية مقرها شنجن،غوانغدونغ ولديها مصانع في جميع أنحاء العالم.
تعرف الشركة بتصنيعها لالطائرات بدون طيار أو ما يعرف بالدرون التي تستخدم في التصوير الجوي.كذلك تقوم دي جيه آي بتصميم وتصنيع كاميرا ذات المحورين،كاميرات،أنظمة الدسر،مثبتات الكاميرا وأنظمة التحكم في الطيران.
دي جيه آي هي الشركة الرائدة عالمياً في صناعة الطائرات بدون طيار التجارية والمدنية، حيث تستخوذ أكثر من 70٪ من سوق الطائرات بدون طيار. يتم استخدام درون الشركة في صناعة الموسيقى،التلفاز وصناعة السينما.بما في ذلك فيديوهات الكي بوب ومسلسلات   وبرامج رشحت لجائزة إيمي مثل السباق المدهش ،من الأفضل الاتصال بسول وصراع العروش.
وفي عام 2023، أطلقت سلسلة DJI Flycart من طائرات النقل بدون طيار مع برنامج DJI Deliveryhub المرتبط بنقل البضائع.